# Robert Millord
Robert Millord, pierwotnie Robert Milewski,  ps. „Robert Lor” (ur. 3 listopada 1956) – polski i amerykański muzyk, współzałożyciel zespołu Mech. Kompozytor, wokalista rockowy, reżyser dźwięku i autor tekstów piosenek.

## Życiorys i kariera muzyczna
Absolwent VI Liceum Ogólnokształcącego im. Tadeusza Reytana w Warszawie (1975), w którym prowadził trzy szkolne zespoły muzyczne, i Szkoły Głównej Planowania i Statystyki w Warszawie. Był wokalistą i klawiszowcem zespołu Zjednoczone Siły Natury „Mech”, który po kilku latach zmienił nazwę na Mech. Zagrał na dwóch płytach długogrających grupy, Bluffmania i Tasmania (obie 1983), oraz na kilku singlach i w serii nagrań zrealizowanych w Polskim Radiu w 1980. Z zespołem Mech wystąpił na kilkuset koncertach w Polsce, Berlinie Zachodnim, w Czechosłowacji i w Moskwie (wówczas ZSRR).
W 1984 rozstał się z grupą Mech i rozpoczął działalność solową. Współpracował z zespołem Aya RL, z którym zagrał na koncercie Rock Arena 1984 w Poznaniu. Był również autorem tekstów w debiutanckim singlu zespołu Kat Ostatni tabor / Noce Szatana (1985), podpisanych pseudonimem Robert Lor. Z grupą Kat wystąpił w maju 1985 na wspólnym koncercie z Hanoi Rocks na Torwarze w Warszawie.
W latach 1986–1988 nagrał serię autorskich piosenek w języku polskim i angielskim. W 1988 opuścił Polskę wraz z rodziną, gdyż nie mógł opublikować w kraju swojego pierwszego solowego albumu ze względu na zakaz wydany przez władze (odmowa Tonpressu mimo wcześniejszych ustaleń). Początkowo przebywał w Niemczech, w 1991 powrócił do Polski, a w 1994 wyemigrował do USA, gdzie zmienił nazwisko na Robert Millord. W Stanach Zjednoczonych, po ukończeniu dodatkowych studiów, pracował jako kompozytor, muzyk, inżynier i reżyser dźwięku, inżynier systemów audiowizualnych, programista MIDI, specjalista w zakresie postprodukcji audio. Członek Amerykańskiego Stowarzyszenia Kompozytorów, Autorów i Wydawców (ASCAP).
Jest autorem tekstów w albumie grupy Kat Without Looking Back, wydanym w 2019 przez niemiecką firmę Pure Steel Records.